# William Murphy (Boxer)
William John „Boy“ Murphy (* 4. September 1903 in Murree, Pakistan; † 25. November 1979 in Waterford) war ein irischer Boxer.
Murphy nahm erstmals 1924 an den Olympischen Sommerspielen in Paris als Mittelgewichtsboxer teil. Er schied jedoch im Viertelfinale aus, als er gegen den Kanadier Leslie Black verlor. Bei den nächsten Olympischen Sommerspielen 1928 in Amsterdam trat er in der Gewichtsklasse Halbschwergewicht an. Auch dieses Mal kam er über das Viertelfinale nicht hinaus.